# Thymus koeieanus
Thymus koeieanus — вид рослин родини глухокропивові (Lamiaceae), ендемік північного заходу Афганістану.

## Поширення
Ендемік північного заходу Афганістану.